# Дырдин, Максим Евгеньевич
Максим Евгеньевич Дырдин (укр. Максим Євгенович Дирдін; род. 11 октября 1982, Первомайск, Николаевская область) — украинский практикующий адвокат, политик.
Народный депутат Украины IX созыва.

## Биография

### Образование
В 2005 году окончил Национальную академию государственной налоговой службы, специальность «Правоведение» (юрист). 2010 — аспирант Национального университета государственной налоговой службы. Кандидат юридических наук (2011), доцент (2013). Тема диссертации: «Повторность в следственной деятельности».

### Трудовая деятельность
2006 — главный юрисконсульт ГАК «Хлеб Украины». 2006—2016 — ассистент, старший преподаватель, доцент кафедры уголовного права, процесса и криминалистики Университета государственной фискальной службы.
С 2009 года — адвокат. С декабря 2016 года — главный советник генерального директора ЗАО «Санта-Украина».

## Политическая деятельность
Дырдин работал помощником народного депутата Ивана Кураса.
Кандидат в народные депутаты от партии «Слуга народа» на парламентских выборах 2019 года (избирательный округ № 132, город Первомайск, Арбузинский, Братский, Врадиевский, Кривоозёрский, Первомайский районы). На время выборов: главный советник генерального директора ЗАО «Санта Украина», беспартийный. Проживает в городе Ирпень Киевской области.
Член Комитета Верховной Рады по вопросам правовой политики.

## Награды
- Заслуженный юрист Украины (8 октября 2021) — за весомый личный вклад в развитие правового государства, многолетнюю плодотворную работу и высокий профессионализм[10].